# Hugo Duval
Hugo Duval (Luciano Hugo Giurbino; * 13. Dezember 1928 in Buenos Aires; † 22. August 2003) war ein argentinischer Tangosänger.

## Leben und Wirken
Duval studierte Gesang an dem von Eduardo Bonessi geleiteten Konservatorium. Im Alter von siebzehn Jahren begann er in regionalen Shows aufzutreten, ab 1948 in números vivos (Liveshows) in Kinos. Daneben nahm er an verschiedenen Gesangswettbewerben teil. Bei dieser Gelegenheit entdeckte ihn der Geiger Raúl Kaplún, der ihn für sein Orchester engagierte. Gemeinsam mit Roberto Goyeneche debütierte er bei Radio Belgrano. 
1950 wurden er und Carlos Heredia die Nachfolger der Sänger Alberto Amor und Carlos Saavedra in Rodolfo Biagis Orchester. Ihre erste gemeinsame Aufnahme war der Walzer Serenata campera von Feliciano Brunelli und Lito Bayardo. Während sich Heredia 1953 von Biagi trennte, arbeitete Duval mit ihm bis 1962 als Solosänger zusammen. Bis 1956 nahm er mit Biagis Orchester dreizehn Titel beim Label  Odeon auf, weitere zwanzig Aufnahmen entstanden danach bei CBS Columbia. Seinen letzten Auftritt mit Biagi hatte er 1969 bei einem Ball im Club Hurlingham. Er setzte danach seine Laufbahn als Solist mit Konzerttourneen und Auftritten im Fernsehen fort und nahm eine Kassette mit dem Conjunto Don Rodolfo auf.

## Aufnahmen
- Serenata campera
- Bailarina de tango
- Sangre de mi sangre
- Triste comedia
- Santa milonguita
- Adoración
- Alguien
- Ramona
- El carrerito
- Espérame en el cielo
- Como un cuento
- Mi alondra
- Andrajos
- Mariposita